# Qualité
Pour les articles homonymes, voir Qualité (homonymie).
Au sens large, la qualité est la « manière d'être », bonne ou mauvaise, d'une chose ou d'une personne.
Dans le langage courant, la qualité tend à désigner ce qui rend quelque chose supérieur à la moyenne.
La qualité est également une discipline à part entière. L'ISO 9000, la norme de référence du vocabulaire qualité des systèmes de management de la qualité la définit ainsi comme l'« aptitude d'un ensemble de caractéristiques intrinsèques d'un objet (produit, service,...)  à satisfaire des exigences ». Dans ce contexte, le terme «qualité» peut être quelquefois utilisé avec des qualificatifs tels que médiocre, bon ou excellent.
La qualité se définit également comme le bien ou le service qui convient bien.

## Philosophie
Le mot « qualité » vient du latin qualitas qui signifie « manière d'être ». Qualitas est un terme créé par Cicéron sur le modèle du grec qualis, « quel ».
Son sens est relatif à la manière d'être, fait de ce qu'on est pour, en quelque sorte, opposer l'être et l'avoir. La qualité est opposée à la quantité. Cependant, au niveau dialectique, la quantité et la qualité ne s'opposent pas forcément et, selon Hegel, il existe des passages incessants de la quantité à la qualité et de celle-ci à celle-là.
Qualité (latin : qualité, caractéristique, propriété, condition) a trois significations :
a) neutre : la somme de toutes les propriétés d'un objet, d'un système ou d'un processus b) évalue : la qualité de toutes les propriétés d'un objet, d'un système ou d'un processus c) évalue : les valeurs individuelles précédant l'action et ses résultats En ce qui concerne les points a ) et b), la qualité est la désignation d'un état perceptible des systèmes et de leurs caractéristiques, qui est défini dans cet état dans un certain laps de temps en fonction de certaines propriétés du système. La qualité pourrait décrire un produit tel que le vin et ses composants chimiques et le goût évaluable subjectivement qui en résulte, ainsi que les processus de maturation du raisin, la production et la distribution du vin, ou le processus de gestion de la cave. Au sens b) on parle de vin de qualité ou de vin avec prédicat ou d'excellente gestion.
En référence à c), la qualité est la somme des attitudes (valeurs) individuelles (propriétés) d'un individu orienté vers la cible. La qualité se différencie par "avoir" ou "être". Le but vers lequel l'action qualitative est dirigée vers des buts ou des effets a également des effets fondamentaux sur la création d'un capital culturel croissant à long terme et donc sur l'existence de valeurs de confiance dans une société coopérative, stable et en particulier démocratique.

## Management de la qualité
En management, les théories sur la qualité sont apparues avec la révolution industrielle et la mise en place des organisations taylorienne et fordienne. Alors que l'artisan avait une parfaite maîtrise de la qualité du produit qu'il fabriquait, l'arrivée de la production de masse a nécessité de faire du contrôle qualité une fonction autonome.
La qualité et le management de la qualité sont notamment normalisés à travers la série des normes ISO 9000.
La qualité s'appuie sur sept principes de management. Ils permettent de garantir aux organisations la maîtrise de leurs processus de fabrication mais aussi le pilotage et les fonctions supports. Les sept principes sont déclinés par l'ISO : 
1. orientation client,
2. leadership,
3. implication du personnel,
4. approche processus,
5. amélioration,
6. prise de décision fondée sur des preuves,
7. et management des relations avec les parties intéressées.